# Ellen Mary Stawell-Brown

Ellen Mary Stawell-Brown

Ellen Mary Stawell-Brown (* 1878; † 1958; verheiratete Ellen Hemsted) war eine englische Tennis- und Badmintonspielerin. 

## Karriere
Ellen Stawell-Brown gewann im Badminton 1901 die Mixedkonkurrenz bei den All England gemeinsam mit F. S. Collier. Im Tennis nahm sie Anfang des 20. Jahrhunderts mehrfach an den Wimbledon Championships teil. Sie war die erste Frau, die im Einzel in Wimbledon über Kopf aufschlug. 1906 heiratete sie Edmund Spencer Hemsted. Ihre Enkelin Jane Henman wurde ebenfalls eine erfolgreiche Tennisspielerin. Noch erfolgreicher wurde Urenkel Tim Henman.

## Referenzen
- http://news.bbc.co.uk/sport2/hi/in_depth/2001/wimbledon_2001/mens_seeds/1386703.stm
- http://news.bbc.co.uk/2/hi/uk_news/england/oxfordshire/2987540.stm

| Personendaten    | Personendaten                            |
| ---------------- | ---------------------------------------- |
| NAME             | Stawell-Brown, Ellen Mary                |
| ALTERNATIVNAMEN  | Hemsted, Ellen Mary                      |
| KURZBESCHREIBUNG | englische Tennis- und Badmintonspielerin |
| GEBURTSDATUM     | 1878                                     |
| STERBEDATUM      | 1958                                     |